# Melanaspis casuarinae
Melanaspis casuarinae är en insektsart som beskrevs av Mamet 1954. Melanaspis casuarinae ingår i släktet Melanaspis och familjen pansarsköldlöss.
Artens utbredningsområde är Madagaskar. Inga underarter finns listade i Catalogue of Life.